# Scoot
Scoot (официальное название Scoot Pte Ltd.) — сингапурская бюджетная авиакомпания, дочерняя компания национального авиаперевозчика страны Singapore Airlines. Базируется в терминале 1 сингапурского аэропорта Чанги.
В июле 2017 года была объединена с авиакомпанией Tiger Airways Singapore, ранее летавшей под брендом Tigerair.

## История
В 2011 году Сингапурские авиалинии объявили о создании собственного лоу-костера. Официальное представление авиакомпании состоялось 1 ноября 2011 компания. 11 января 2012 года Scoot представила форму для бортпроводников. В соответствии с цветами ярко-желтого логотипа авиакомпании, униформа выполнена в чёрно-жёлтых цветах. В мае 2012 года первый самолёт компании — Boeing 777-200ER был окрашен в фирменную ливрею. 4 июня 2012 года Scoot выполнила свой первый полёт в аэропорт Сиднея в Австралии. 2 февраля 2015 года перевозчик получил свой первый из двадцати Boeing 787 Dreamliner. Самолёт совершил свой первый коммерческий перелёт 5 февраля по маршруту Сингапур — Перт. Авиакомпания представила ScooTV, сервис потоковой передачи развлечений в полете для пассажиров, и iPad в аренду. 6 декабря 2014 года компания Scoot объявила о создании дочерней компании NokScoo в Таиланде.

## Направления

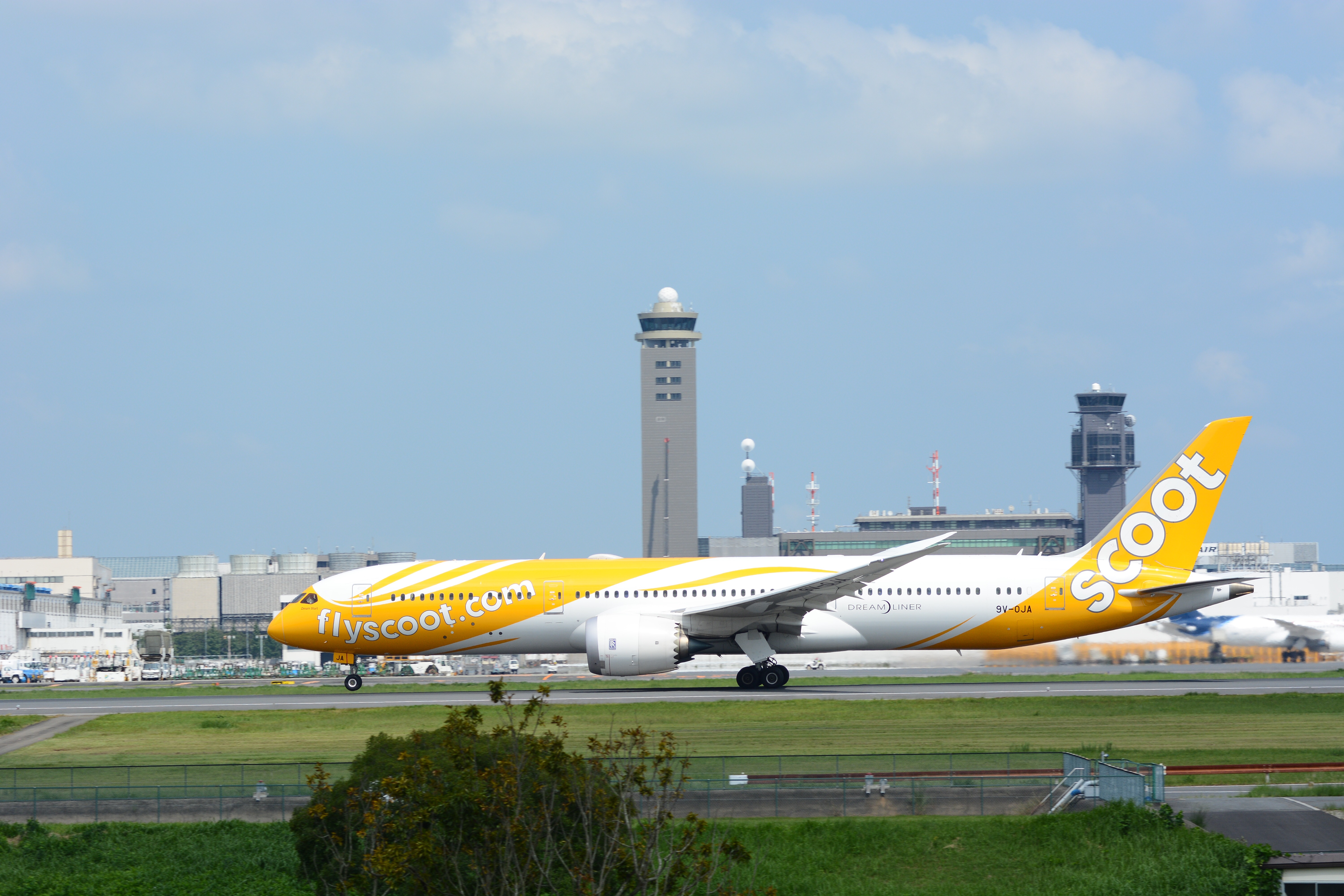
Boeing 787-9 Scoot в аэропорту Нарита

Авиакомпания летает на средних и дальних маршрутах из Сингапура, преимущественно в Австралию и Китай.
- Нарита
- Голд-Кост
- Перт
- Мельбурн (с 1 ноября 2015)[6]
- Сидней
- Циндао
- Шэньян
- Тяньцзинь
- Нанкин
- Гонконг
- Осака
- Токио
- Ченнаи
- Сеул
- Гаосюн
- Тайбэй
- Бангкок[7]
- Афины

## Флот
По состоянию на апрель 2022 года средний возраст воздушного флота авиакомпании Scoot составил 6.6 года и состоит из авиалайнеров следующих моделей:

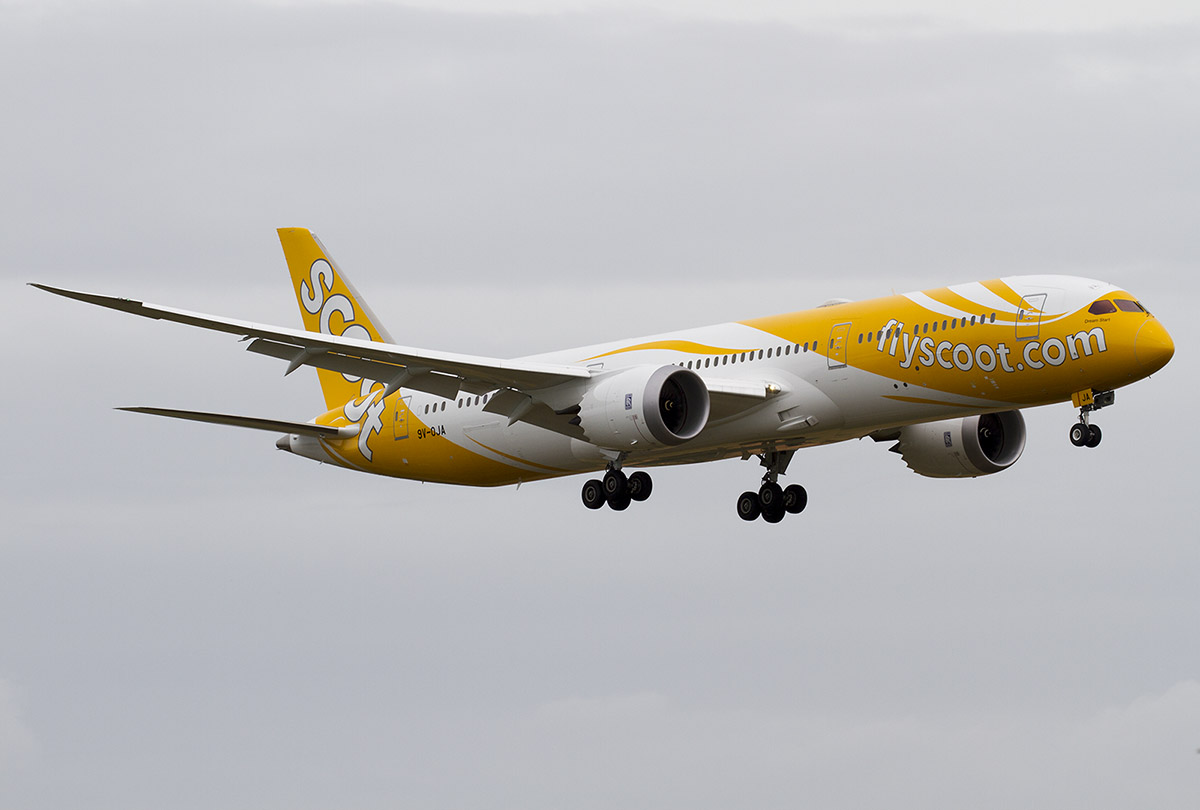
Boeing 787-9 в цветах Scoot

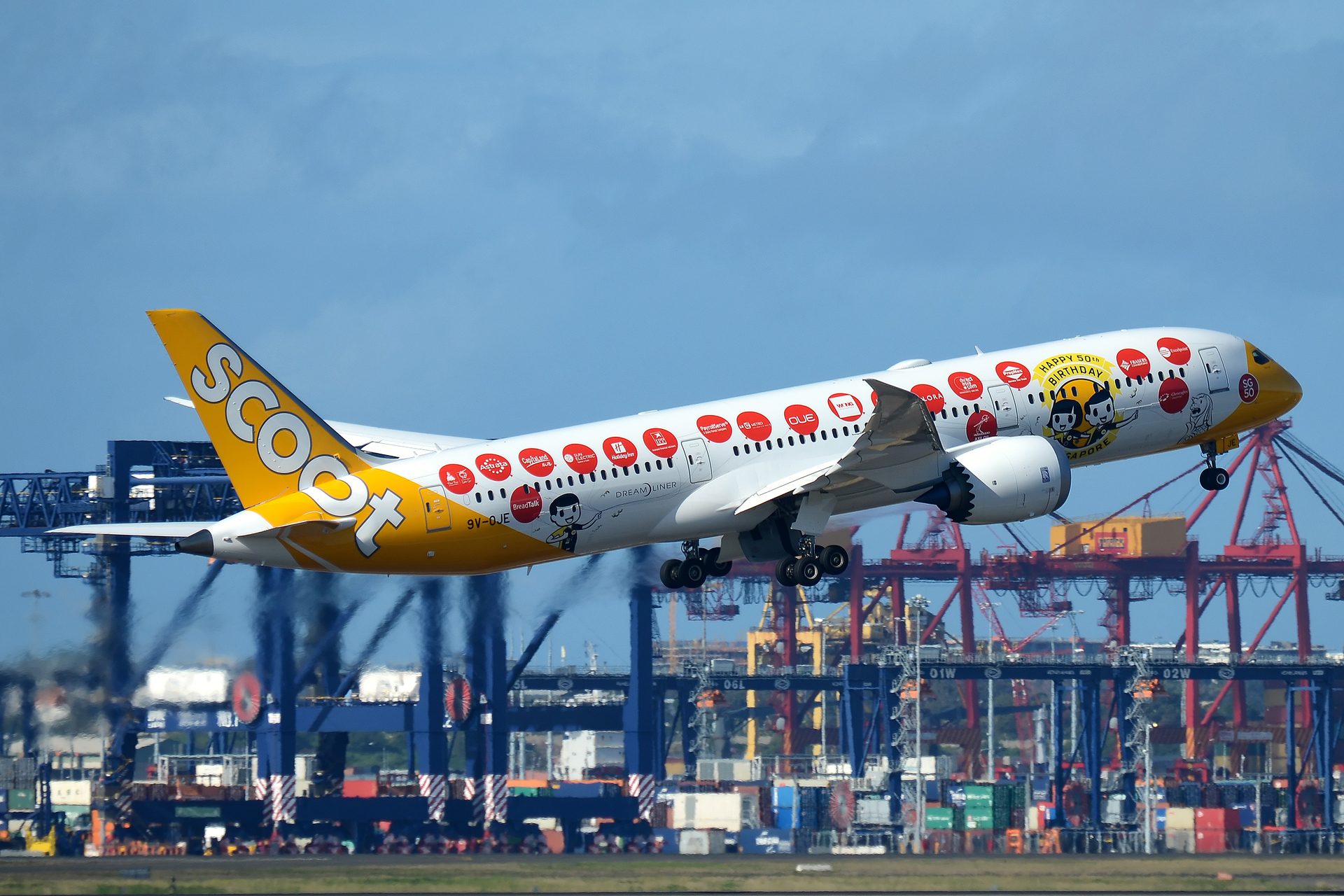
Boeing 787-8 в ливрее 50-летия Сингапура

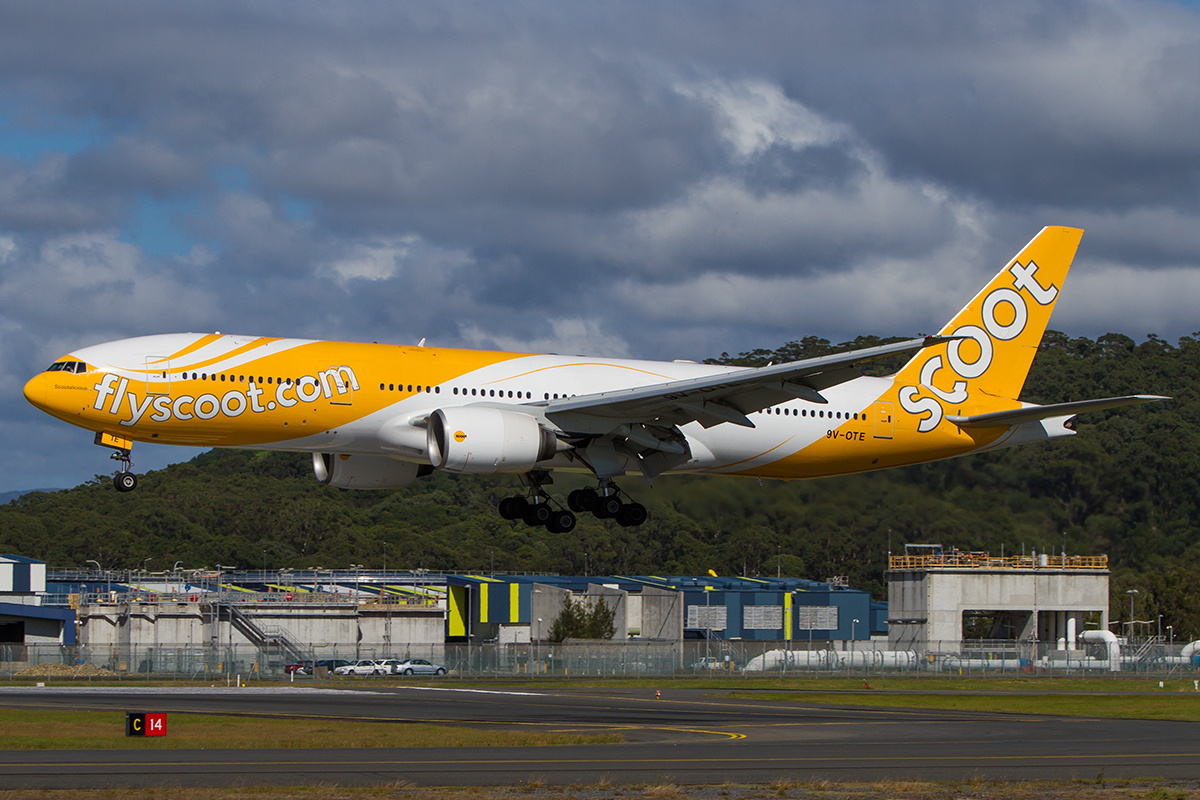
Boeing 777-200ER, использовавшийся до 2015 года

| Самолёт         | Количество | Заказано | Примечания |
| Airbus A319-100 | 1          | -        |            |
| Airbus A320-200 | 25         | -        |            |
| Airbus A320neo  | 5          | -        |            |
| Airbus A321neo  | 8          | 1        |            |
| Boeing 787-8    | 10         | 2        |            |
| Boeing 787-9    | 10         | -        |            |
| Всего:          | 59         | 3        |            |

### Именные самолёты
Все самолёты авиакомпании имеют свои имена, только кроме 1 Airbus A319-100. У него нет имени.

## Классы обслуживания
Scoot предлагает своим пассажирам два класса: ScootBiz и экономический.

### ScootBiz
На B777 ScootBiz представлен 32 сиденьями чёрного цвета с двумя жёлтыми полосками в конфигурации 2-4-2, с расстоянием между креслами 96 см. Сиденья откидываются, так же присутствует подставка для ног.
Другие сервисы ScootBiz:
- Дополнительная горячая еда с напитками
- 20 кг проверенной нормы провоза багажа
- 15 кг ручного багажа
- Приоритетная регистрация и посадка[9].

ScootBiz на Boeing 787 ничем не отличается от этого же класса на B777, разве что на Dreamliner 35 кресел и их конфигурация 2-3-2.

### Экономический
Кресла в экономическом классе фиолетового цвета, на подголовнике присутствует информация о наличие Wi-Fi на борту, конфигурация 3-3-3.
Всего существует четыре вида так называемых «мест»:
- Стандартные места: расстояние между креслами составляет 79 сантиметров, ширина — 46.
- Супер места: Супер места имеют до 30 % больше места для ног, чем Стандартные места (расстояние между креслами 88 сантиметров)
- Эластичные места: эти места расположены прямо перед переборкой в ScootBiz в первом ряду, поэтому там на 50 % больше места для ног и отсутствуют кресла спереди.
- ScootinSilence («успокаивающая зона»): полёт в тишине и спокойствии можно провести в местах, расположенных позади ScootBiz.

Также существует ещё несколько опций, которыми можно воспользоваться (в подавляющем случае — за дополнительную плату):
- Выбор места в самолёте
- Дополнительная еда
- Дополнительный багаж
- Wi-Fi
- Место для ног
- MaxYourSpace — покупка пустого места рядом с Вами.[11]